# Akcentologická varianta
Akcentologická varianta je jeden ze specifických druhů variabilních frazémů, který spočívá na rozličném umístění přízvuků v rámci frazému. Tento typ variability se vyskytuje běžně pouze v jazycích s pohyblivým přízvukem. Jako poměrně produktivní druh frazeologických variabilit se vyčleňuje např. v ruštině.